# That Kind of Summer
That Kind of Summer (Originaltitel: Un été comme ça, dt.: „Ein Sommer wie dieser“) ist ein kanadischer Spielfilm von Denis Côté aus dem Jahr 2022. Das im Dokumentarfilmstil realisierte Drama handelt von drei Frauen (dargestellt von Larissa Corriveau, Aude Mathieu und Laure Giappiconi), die gemeinsam ihre sexuellen Probleme und inneren Dämonen zu bekämpfen versuchen.
Der Film wurde im Februar 2022 bei den 72. Internationalen Filmfestspielen Berlin uraufgeführt.

## Handlung
Die trübsinnige Léonie, die junge Geisha und die unberechenbare Eugénie lassen sich freiwillig für 26 Tage in einem Haus am See durch den rücksichtsvollen Sozialarbeiter Sami und die deutsche Therapeutin Octavia betreuen. Dort sollen die drei hypersexuellen Frauen lernen, mit ihren Problemen umzugehen. Auch müssen sie sich Tag und Nacht ihren inneren Dämonen stellen. Octavia und Sami versuchen, die Gruppe im Gleichgewicht zu halten. Sie versuchen zu vermitteln, das Hypersexualität keine Krankheit sei. Auch ist das Experiment nicht auf Heilung aus. Die Betreuung bietet für Léonie, Geisha und Eugénie die Chance, dem Lärm ihrer gewohnten Umgebung zu entfliehen, sich der Gegenwart zu stellen und neue Zukunftspläne zu schmieden. Die offenen Erkundungen und Reflexion über alle Formen des Begehrens findet zum Teil halb nackt, körperlich, imaginär und real statt, was Sami und Octavia bald auch tangiert.

## Hintergrund

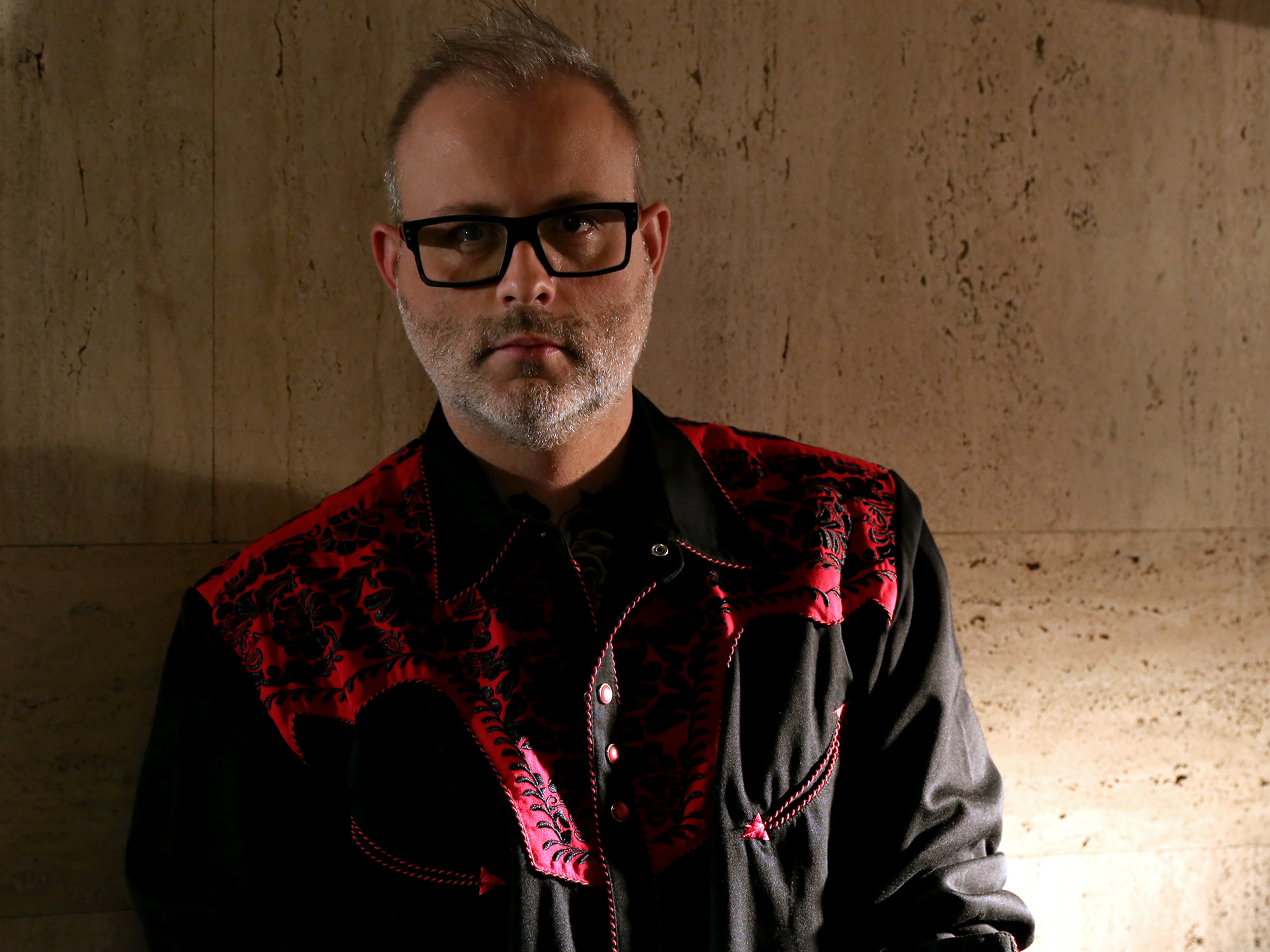
Regisseur Denis Côté (2013)

Für Regisseur und Drehbuchautor Denis Côté ist That Kind of Summer der 15. realisierte Langfilm. Die Dreharbeiten fanden in den Laurentinischen Bergen statt. Gedreht wurde im Dokumentarfilmstil.
Produziert wurde das Werk von unter anderem Sylvain Corbeil für Metafilms. Finanziell unterstützt wurde das Projekt von SODEC, Téléfilm Canada und dem Fonds Harold Greenberg.

## Veröffentlichung
Die Premiere von That Kind of Summer fand am 14. Februar 2022 bei der Berlinale statt. Ein regulärer Kinostart in Kanada erfolgte am 19. August 2022 im Verleih von Maison 4:3. Die weltweiten Vertriebsrechte liegen bei der Firma Shellac. In Deutschland wurde der Film am 1. Dezember 2022 beim Streamingdienst Mubi veröffentlicht.

## Auszeichnungen
Mit That Kind of Summer konkurrierte Denis Côté zum vierten Mal um den Goldenen Bären, den Hauptpreis der Berlinale. Der Film blieb unprämiert.